# Mellersta Skåne
1891 började Hörbyposten, Tidning för mellersta Skåne ges ut i Hörby. 1899 bytte tidningen namn till Hörbyposten Centralskåne. 1911 ändrade tidningen politisk färg samt bytte namn till Mellersta Skåne.

## Historia
Den lilla tidningen med huvudredaktion i Hörby grundades av Ivar Sävstrand och var självständig ända fram till 1964 då Kristianstadsbladet tog över. När upplagan gick ner i början av åttiotalet, blev tillvaron alltför tuff för den lilla lokaltidningen med redaktioner i Hörby, Höör och Eslöv. Mellerstans störste och egentligen enda konkurrent Skånska Dagbladet, tog då över tidningen från den 1 oktober 1986. Under några månader fanns namnet Mellersta Skåne kvar på den edition som spreds i mellanskåne, men sedan försvann även detta och därmed de sista spåren av den en gång så framgångsrika tidningen. Under sina knappa hundra år hade tidningen bara fyra chefredaktörer, grundaren Ivar Sävstrand, Eric Öfverbeck, Lars-John Lindberg och den sista, som var nuvarande regionrådet Marita Sander-Schale. Även hon var med och mindes på Stora Hotellet i Hörby. – Mellerstan var mitt första tidningsjobb och åren där kommer jag aldrig att glömma. Så mycket jag fick lära mig under den här tuffa, men roliga tiden var nästan otroligt! Av den dåvarande personalen finns merparten kvar på Skånska Dagbladet, även om några jobbar på Kristianstadsbladet.
Tidningen Mellersta Skåne var en liberal tidning som startades av Ivar Säfstrand och gavs ut under tiden 1911-07-01--1988-03-08. Till en början utkom tidningen två gånger i veckan, och från 1927 blev den daglig. Redaktioner fanns i bland annat Eslöv och Hörby. Mellerstan lades ner 1 oktober 1986 efter att ha köpts upp av Skånska Dagbladet.

## Ansvarig utgivare
- 1911-06-08--1961-06-30  Ivar Säfstrand
- 1961-07-01--1977-05-14  Erik Öfverbeck
- 1977-05-15--1978-06-30  Nils Erik Larsson
- 1978-07-01--1986-11-09  Olle Nilsson
- 1986-11-10--1988-03-08  Jan A. Johansson